# Jerzy Gruza
Jerzy Gruza, né le 4 avril 1932 à Varsovie et mort le 16 février 2020 à Pruszków, est un réalisateur et scénariste pour le cinéma et la télévision polonais, occasionnellement acteur. Il a notamment mis en scène de nombreuses pièces de théâtre pour la télévision.

## Biographie
Jerzy Gruza achève en 1956 ses études à la Faculté de réalisation cinématographique de l'École nationale de cinéma de Łódź.
Il commence immédiatement sa carrière à la télévision polonaise par des programmes populaires de divertissement comme Poznajmy się (Faisons connaissance), Małżeństwo doskonałe (Un mariage parfait), Kariera (La Carrière), Runda) ; il collabore avec Jacek Fedorowicz (pl) et Bogumił Kobiela.
Il est un des metteurs en scènes réguliers  du théâtre télévisé avec par exemple Les Raisins de la colère de John Steinbeck (1957), L'École des veuves de Jean Cocteau, Sammy avec Zbigniew Cybulski (1962) Le Bourgeois gentilhomme de Molière (1969) dernier rôle Bogumił Kobiela, avant sa disparition prématurée.
Avec Jerzy Skolimowski, il écrit en 1970 le scénario de son film Deep End.
Le populaire feuilleton comique Wojna domowa (pl) commence en 1965. Son succès est dépassé dans les années 1970 par Czterdziestolatek (pl) (Le Quadragénaire), avec des acteurs Andrzej Kopiczyński (pl), Anna Seniuk (pl) et Irena Kwiatkowska (pl) dans les rôles principaux, qui a un statut de série culte en Pologne jusqu'à aujourd'hui. De 1974 à 1977, 21 épisodes de la série comique et familiale satirique montrent la vie et les crises de la vie d'un chef de chantier de 40 ans et de sa famille à Varsovie pendant le boom de la construction de l'ère Edward Gierek. Gruza a réalisé et écrit les scripts de cette série avec Krzysztof Teodor Toeplitz (pl). 
Il est aussi le réalisateur en 1984 de l'adaptation (cinéma et télévision) de The Rose and the Ring (en) (Pierścień i róża) de William Makepeace Thackeray.
À partir de 1983, il est directeur du Théâtre musical de Gdynia (pl), où il met en scène de nombreuses comédies musicales : Un violon sur le toit en 1984, Jesus Christ Superstar en 1987, Les Misérables en 1989, L'Homme de la Manche en 1991, Żołnierz królowej Madagaskaru (pl) en 1991.

## Filmographie

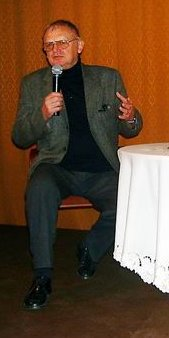
Jerzy Gruza